# Lestodiplosis polypori
Lestodiplosis polypori är en tvåvingeart som först beskrevs av Friedrich Hermann Loew 1850.  Lestodiplosis polypori ingår i släktet Lestodiplosis och familjen gallmyggor. Inga underarter finns listade i Catalogue of Life.